# ¿Dónde estás corazón? (programa de televisión)
DEC, anteriormente conocido como ¿Dónde estás corazón?, fue un programa de televisión español dedicado a la actualidad de la prensa del corazón, producido por Cuarzo Producciones y emitido en la cadena de televisión española Antena 3. Se estrenó el 4 de julio de 2003 y desde entonces se fue emitiendo la noche de los viernes, originalmente en prime time y, desde el estreno de Atrapa un millón, en el late night. DEC emitió su último programa el día 23 de septiembre de 2011.
DEC era presentado por Jaime Cantizano, quien en períodos vacacionales fue sustituido por Alicia Senovilla (2006), Ximo Rovira (2007-2009) y Eduardo Yanes (2010-2011). Contaba con un equipo fijo de tertulianos formado por cinco periodistas del corazón: María Patiño, Chelo García-Cortés, Antonio Montero, Gustavo González y Gema López, y con colaboraciones puntuales de Rosa Villacastín, Jesús Mariñas y Antonio Rossi. Durante el verano de 2009 el programa contó también con la colaboración semanal del dúo cómico Los Morancos. Estos fueron reemplazados por el famoso imitador Carlos Latre en septiembre de 2009.

## Formato
En cada edición de DEC se combinaban las entrevistas a personajes populares con los debates, ya fueran sobre temas de actualidad de la prensa rosa o partiendo de un reportaje elaborado por el propio programa.
Ocasionalmente se emitían ediciones especiales del programa con motivo de acontecimientos relevantes, como el fallecimiento de Rocío Jurado o el anuncio del cese temporal de la convivencia matrimonial de los duques de Lugo.

## Historia
El programa se emitió por primera vez el 2 de mayo de 2003, como un especial dedicado a analizar la evolución de la prensa del corazón en España en la última década. En aquel programa participaron varios periodistas del corazón como Cristina García Ramos, Jaime Peñafiel y Tico Medina, moderados por Alicia Senovilla. La emisión obtuvo cerca de un 18% de cuota de pantalla.
Dos meses después, Antena 3 decidió repescar el proyecto para reconvertirlo en un programa de emisión semanal, recuperando a cinco de los tertulianos que participaron en la edición inaugural (María Patiño, Antonio Montero, Chelo García Cortés, Gustavo González y Gema López), aunque Jaime Cantizano reemplazó a Senovilla en la conducción del espacio. La primera emisión tuvo lugar el 4 de julio de 2003 con Ricardo Bofill como invitado principal. Desde entonces el programa se fue emitiendo interrumpidamente la noche de los viernes.
En diciembre de 2008, pasó de llamarse ¿Donde estás corazón? a llamarse DEC. En febrero de 2011, DEC cambió su horario de emisión a los viernes después de Atrapa un millón.
El 19 de septiembre de 2011 se dio la noticia de su cancelación para esa semana por sus bajos índices de audiencia que arrastraba semana a semana.

Finalmente, la cadena decidió echar el cierre definitivo a DEC después de 8 años de emisión, debido a su fuerte caída de audiencia en la última temporada y a su falta de rentabilidad. Su última emisión tuvo lugar el viernes 23 de septiembre de 2011 ante el 10,3% de la audiencia y una media de 805.000 espectadores.

## Colaboradores

### Principales
- María Patiño (2003-2011)
- Chelo García-Cortés (2003-2011)
- Gema López (2003-2011)
- Antonio Montero (2003-2011)
- Gustavo González (2003-2011)

### Secundarios o temporales
- Beatriz Cortázar (2004-2006)
- Aurelio Manzano (2005-2011)
- Erika Alonso (2006-2008)
- Aída Nízar (2006-2010)
- Rosa Villacastín (2007-2011)
- Jesús Mariñas (2007-2011)
- Los Morancos (2009)
- Carmen Pardo (2009-2010)
- Pepa Jiménez (2009-2010)
- Mayte Alonso (2009-2011)
- Antonio Rossi (2009-2011)
- Ángela Portero (2010-2011)

## Operación Malaya
Con motivo del juicio de la Operación Malaya en Marbella, DEC emitió durante la semana del 13 al 17 de septiembre de 2010 en la sobremesa, un especial DEC en el que se abordaron temas relacionados con el caso Malaya, aunque también trataron asuntos totalmente diferentes relacionados con la actualidad del momento. También se emitió en el prime time del jueves 9 un especial, también relacionado con la Operación Malaya, con una audiencia de 1.489.000 espectadores y 13,9% de cuota de pantalla.

## Invitados
Los invitados del programa solían ser personajes famosos del corazón que vienen a hablar de su vida privada (Bárbara Rey, Gema Ruiz, Paco Marsó, Sofía Mazagatos, Cristina La Veneno, Sabrina Sabrok, Marcia Bell, etc.), hasta exnovios/as de personajes famosos, pasando por amigos de rostros populares para hablar de la personalidad, vida íntima o vida profesional de los mismos.

## Audiencia
En sus cuatro primeros años el programa cosechó una audiencia media de 2.314.000 espectadores y un 23,7% de cuota de pantalla.
La edición más vista del programa corresponde al 29 de octubre de 2004 con una media de 3.428.000 espectadores. En aquella ocasión acudieron como invitados la cantante Alaska y la expresentadora de televisión Eva Nasarre. Su récord de cuota de pantalla corresponde al programa del 22 de octubre de 2004, con una cuota media del 34,7%, lograda con la entrevista al actor Eduardo Gómez y el hijo de la propia Eva Nasarre.
El programa fue líder de audiencia en la noche de los viernes durante seis años, hasta la llegada en agosto de 2009 a Telecinco de un programa del mismo estilo llamado Sálvame Deluxe, presentado por Jorge Javier Vázquez. Con su llegada, DEC perdió el liderato absoluto y empezó a perder su audiencia en favor del nuevo programa de la competencia. DEC fue relegado al late-night, donde nunca cosechó buenos datos, siendo vapuleado también en esta franja por Sálvame Deluxe. Finalmente fue retirado por baja audiencia la noche del 23 al 24 de septiembre de 2011. Ese día el programa se alargó hasta casi las 3 de la mañana, por lo que los últimos 20 minutos del formato se contabilizaron en las audiencias del sábado. En esos 20 minutos consiguió liderar su franja con un 19% de share llegando a superar el 30 en algunas comunidades autónomas. Estos datos se deben a que Sálvame Deluxe acabó antes de DEC, por lo que el espacio de Jaime Cantizano aprovechó la ausencia de su rival para tener una aceptable despedida en términos de audiencia.
A lo largo de sus ocho años de historia, la media de espectadores se ha situado en los 1,9 millones, lo que equivale al 19,8% de cuota de pantalla.
| Período                      | Espectadores | Cuota de pantalla (%) |
| ---------------------------- | ------------ | --------------------- |
| julio 2003 - junio 2004      | 2.395.000    | 23,6%                 |
| julio 2004 - junio 2005      | 2.378.000    | 26,2%                 |
| julio 2005 - junio 2006      | 2.226.000    | 24,1%                 |
| julio 2006 - junio 2007      | 2.254.000    | 22,5%                 |
| julio 2007 - junio 2008      | 2.077.000    | 21,1%                 |
| julio 2008 - junio 2009      | 2.146.000    | 20,1%                 |
| julio 2009 - junio 2010      | 1.612.000    | 14,8%                 |
| julio 2010 - junio 2011      | 1.048.000    | 10,8%                 |
| julio 2011 - septiembre 2011 | 656.000      | 9,3%                  |
| TOTAL                        | 1.966.000    | 19,8%                 |